# Syn Cieniów
Syn Cieniów – poemat Zygmunta Krasińskiego z 1839 wydany w zbiorze Trzy myśli pozostałe po ś. p. Henryku Ligenzie, poświęcony rozważaniom nad losami ludzkości.

## O utworze
Poemat ma formę wierszowanej rozprawy. Powstał zapewne w drugiej połowie 1839, już po zapoznaniu się przez Krasińskiego z Prolegomenami Cieszkowskiego. Krasiński formułuje w nim po raz pierwszy swój system filozoficzny. Poemat ukazuje rozwój ludzkości, owego syna cieniów, który przechodzi ze stanu dzikości poprzez walki, tortury i cierpienia do stanu człowieczeństwa, do miłości chrześcijańskiej, przemieniającej go w syna światłości. Przed człowiekiem stoją nieograniczone możliwości, może ziemię zamienić w raj. Musi jednak odrzucić wszystko co oddziela go od stwórcy, musi złączyć się z Bogiem i zyskać świadomość, że jest cząstką Boga. W tej wędrówce nie jest mu przeszkodą nawet śmierć. Syn cieniów przedstawia drogę ducha, który wychodząc od natury, dochodzi stopniowo do samowiedzy w człowieku i do poznania wzajemnej relacji pomiędzy nim a Bogiem. Proces rozwoju świata okazuje się procesem rozwoju Boga. Wizja Krasińskiego jest optymistyczna, oparta na idei ewolucji, którą porusza wola życia zanurzona w nieśmiertelności.